# CS Minerul Lupeni
CS Viitorul Minerul Lupeni este un club de fotbal din Lupeni, România, cu existență intermitentă, care evoluează acum în Liga a III-a. Cea mai mare performanță a clubului este participarea în Divizia A între anii 1959-1963. După meciul de pe 2 octombrie 2010 cu CS Mioveni pierdut cu scorul de 0-3, echipa s-a desființat.
Culorile clubului sunt roșu-negru iar porecla fotbaliștilor ce activează la această echipă este minerii. Minerul Lupeni își desfășoară meciurile de pe teren propriu pe stadionul Minerul din localitate.

## Istoric
Echipa minerilor din bazinul carbonifer Lupeni s-a înființat în 1920 cu numele de Jiul Lupeni. În 1926, clubul fuzionează pentru scurt timp cu CAMP jucând sub numele de Jiul Lupeni.
În campionatul regional din 1927-1928 reușește să se califice în turneul final pierzând finala competiției la Colțea Brașov cu 2-3. În 1931, din conducerea asociației făceau parte: Francisc Frei - președinte de onoare, Ion Bulașu - președinte, ing. G. Socolescu – președinte executiv, Dezideriu Lazăr – secretar general și Alexandru Berkessy - șeful secției de fotbal. În perioada divizionară, echipa luând denumirea de Minerul, activează din 1936 în eșalonul al 3-lea al Ligii de Vest, promovează în Divizia B în anul 1938 și evoluează la acest nivel trei ediții de campionat, până în 1941. După război continuă să activeze în Divizia B până în 1959, numele echipei schimbându-se de câteva ori: Partizanul (1950), Flacăra (1951), Minerul (1953), Energia (1957) și din nou Minerul în 1958-1959, titulatura tradițională sub care, după 12 ani de așteptare, echipa promovează în prima divizie. În prima divizie Minerul joacă patru ediții (1959-1963), apoi retrogradează în Divizia B.

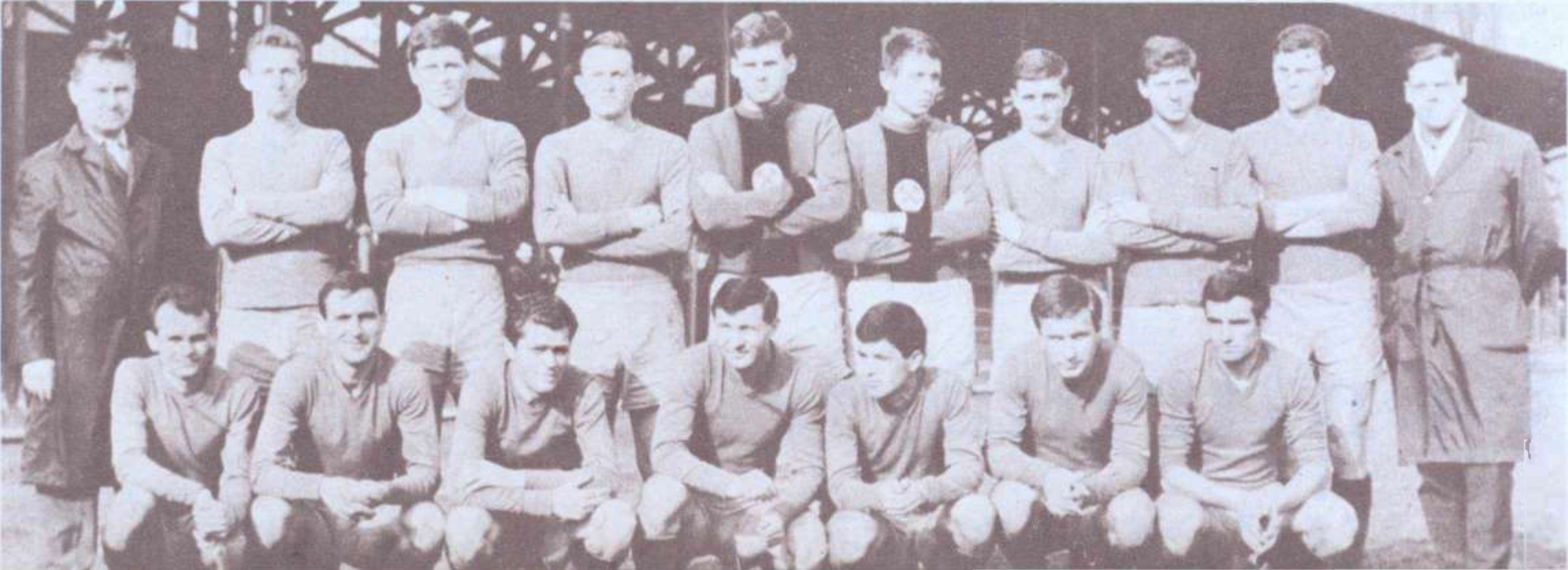
Echipa din sezonul 1966-1967

Aici, după alți patru ani competiționali (1963-1967) retrogradează în eșalonul al 3-lea. Vor trece 9 ediții de campionat, din 1967 până în 1976, până când Minerul va reveni în Divizia B. După doi ani în Divizia B (1976-1978) a urmat o nouă retrogradare în Divizia C, unde va sta până în 1980, când va reveni în eșalonul secund cu antrenorii M. Basarab și C. Cotroază. Conducerea asociației era asigurată de ing. Gh. Marchiș - președinte de onoare, Mihail Moisescu - președintele asociației și ing. Gh. Varhonic - președintele secției de fotbal. După doi ani în Divizia B (1980-1982), a urmat unul în Divizia C și apoi o nouă promovare în eșalonul doi, cu antrenorul Petre Libardi la conducerea tehnică. Trei ani după aceea (1983-1986), Minerul a retrogradat în Divizia C iar în sezonul 2004-2005 a promovat înapoi în Divizia B. S-a desființat în anul 2010.
În toamna lui 2021, fostul căpitan al Minerului, Adrian Lumperdean, împreună cu fratele său, Emil Lumperdean și nepotul lor, Lucu Lumperdean, au decis să readucă la viață tradiția fotbalistică lupeniană, punând bazele echipei Viitorul Minerul Lupeni. Echipa a participat în sezonul 2022-2023 în Liga IV - Hunedoara, iar la finalul sezonului următor a obținut promovarea în Liga a III-a.

## Palmares
- Cupa României
  - sferturi de finală (1959-1960)

- Liga I
  - finalistă (1927-1928)
  - locul 11 (1959-1960, 1960-1961, 1961-1962)
  - locul 14 (1962-1963)

- Liga a II-a
  - locul 1 (1958-1959)

- Liga a III-a
  - locul 1 (1937-1938, 1975-1976, 1979-1980, 1982-1983, 2004-2005, 2024-2025)

## Parcursul competițional
| Sezon   | Nivel | Divizie                     | Loc   | Note      | Cupa României |
| ------- | ----- | --------------------------- | ----- | --------- | ------------- |
| 2024–25 | 3     | Liga a III-a (Seria a IX-a) | TBD   |           | Turul I       |
| 2023–24 | 4     | Liga a IV-a (HD)            | 1 (C) | Promovată |               |
| 2022–23 | 4     | Liga a IV-a (HD)            | 2     |           |               |

| 2011–22 |   | Nu a activat               | Nu a activat | Nu a activat | Nu a activat | Nu a activat | Nu a activat |
| 2010–11 | 2 | Liga a II-a (Seria a II-a) | 16           | Retrogradare |              |              |              |
| 2009–10 | 2 | Liga a II-a (Seria a II-a) | 12           |              |              |              |              |

## Jucători importanți
- Nemes Ilarie
- Constantin Cotroază
- Carol Creiniceanu
- Ioan Kiss I
- Ioan Kiss II
- Teodor Mihalache
- Ludovic Sziklay
- Stelian Homan
- Aurel Moise
- Alexandru Coman
- Alexandru Dan
- Gogu Tonca
- Iosif Rus
- Gheorghe Burdangiu
- Matei Popescu
- Constantin Roșu
- Adrian Dodu
- Florin-Călin Băjenaru
- Mircea Popa
- Alexandru Berkessy
- Ioan Groza
- Ioan Karpinetz IV
- Aurel Aștilean
- Ștefan Onisie
- Carol Mihaly
- Daniel Peretz
- Ioan Dosan
- Gheorghe Kotormani
- Nicolae Boloș
- Gabriel Stan
- Ovidiu Lucian Burchel
- Marin Tudorache
- Vasile Dina
- Aurel Guga
- Iosif Kilianovitz
- Eugen Georgean
- Ioan Zelenyak
- Gheorghe Filimon
- Mihai Karpinetz
- Tudor Paraschiva
- Mihai Țurcan
- Alexandru Naidin
- Romulus Leca
- Horațiu Lasconi
- Cornel  Sălăgean
- Ovidiu Tâlvan
- Pocșan Florin
- Gideon Ebijitimi
- Cristian Balgradean
- Valentin Stancu
- Florin Pancovici
- Nicolae Iorga
- Remus Marta
- Andrei Urai
- Ovidiu Vezan
- Nicu Câmpean
- Ion Dumitra
- Claudiu Isfan
- Peter Omoduemuke
- Dumitru Hotoboc
- Adrian Pascal
- Claudiu Valcu
- Laurențiu Boroiban
- Robert Daj
- Marcel Rus
- Valentin Apostol
- Mihai Nicorec
- Nicușor Bănică
- Gabriel Ciucă
- Alexandru Chițu
- Emmanuel Koko
- Mihai Niculescu
- Lucian Itu
- Lucian Zoicaș
- Ionuț Murdarea
- Cristian Mihalcea
- Cristian Deaconescu
- Lucu Lumperdean
- Mihai Vartolomei
- Neculai Solomon
- Marius Robert Roman
- Ciprian Luca
- Tihamer Török
- George Neagu
- Adrian Rusandru
- Sebastian Noață
- Onișor Mihai Nicorec
- Dragos Militaru
- Nicola Ioan

## Antrenori importanți
- Constantin Cotroază
- Gabriel Stan
- Adrian Matei
- Carol Creiniceanu
- Ionel Augustin
- Marin Tudorache
- Dan Mănăilă

## Pagina oficială a clubului
https://www.facebook.com/minerullupeni1